# الهاشمي الفيلالي
الهاشمي الفيلالي (ولد سنة 1912 بمشيخة الغرفة - توفي بالدار البيضاء يوم 18 يوليوز 2008) كان سياسيا مغربيا.
خلال فترة الحماية الفرنسية على المغرب، انخرط الفيلالي كإطار في الحركة الوطنية وكان من الموقعين على عريضة المطالبة بالاستقلال سنة 1944. بعد استقلال المغرب, احتل عدة مناصب مهمة حيث كان عضوا بالمجلس الوطني الاستشاري، و البرلمان، كما كان وزيرا للأوقاف والشؤون الإسلامية سنة في حكومتين متتاليتين, قبل أن يعُيًن بعد ذلك مستشارا بالديوان الملكي.
سنة 2005، وشح الهاشمي الفيلالي إلى جانب بعض رموز الحركة الوطنية الموقعين على وثيقة المطالبة بالاستقلال من طرف الملك محمد السادس بوسام العرش من درجة ضابط كبير.

## حياته
ولد الهاشمي الفيلالي سنة 1912 في قصور «الغرفة» بمنطقة تافيلالت. كان والده دباغا وانتقل للعمل في مدينة فاس مع أسرته. بفاس تلقى الهاشمي تعليمه الأولي ودري بجامعة القرويين.انخرط الهاشمي في الكفاح الوطني ضد الاستعمار الفرنسي في فترة مبكرة من شبابه، وساهم بشكل كبير في تأطير الحركة الطلابية بالقرويين. كان بيت الهاشمي الفيلالي مركزا للتجمعات السرية التي كان يعقدها الوطنيون في فاس خلال الثلاثينيات، كما ذكر علال الفاسي في كتابه الحركات الاستقلالية في المغرب العربي.
سنة 1944، كان الهاشمي الفيلالي من الموقعين على عريضة المطالبة بالاستقلال. بعد هذا التوقيع، أصبح الفيلالي واحدا من المعروفين في تاريخ الحركة الوطنية ب«المعذبين الثلاثة»، إلى جانب الحاج أحمد مكوار (الذي كتبت وثيقة المطالبة بالاستقلال في بيته بفاس)، وعبد العزيز بن إدريس العمراوي، «شهيد تاحناوت» الذي قتل قرب مراكش بعد الاستقلال. فقد لعب هذا الثلاثي أدوارا بارزة في تعبئة الناس لتأييد الوثيقة والسهر على الخلايا السرية في حزب الاستقلال، الأمر الذي دفع سلطات الحماية إلى اعتقالهم ليلة 29 يناير 1944 مباشرة إثر تقديم وثيقة المطالبة بالاستقلال، وزج بهم في سجون انفرادية بكوميسارية دار الدبيبغ بالمدينة الجديدة لفاس. هناك تعرضوا لكافة أنواع التعذيب والتنكيل والإهانة من ضرب وصعق بالكهرباء وغطس في الماء وتعليق من الأرجل وإنهاك عصبي وترهيب نفسي بقصد إرغامهم على البوح بأسرار وتنظيمات حزب الاستقلال ومصادر تمويله وعلاقاته الداخلية والخارجية. بعد ذلك، قررت سلطات الحماية نقل هؤلاء الثلاثة إلى الرباط لتتولى إدارة الأمن استنطاقهم والتحقيق معهم حول الأحداث الدموية التي شهدتها مدينة فاس، فوضعوا في سجن لعلو، الذي كان يوجد به آنذاك أحمد بلافريج، الأمين العام لحزب الاستقلال، رهن الاعتقال، وتم توجيه تهمة التواطؤ مع دول المحور والتآمر ضد الحلفاء إلى المعتقلين الأربعة، وبينهم الهاشمي الفيلالي.
بعد استقلال المغرب، عُين سنة 1961 عضوا بالمجلس الوطني الاستشاري، و انتخب في أول برلمان مغربي سنة 1963 ممثلا عن مدينة الدارالبيضاء، وأعيد انتخابه سنة 1977.
شغل الهاشمي الفيلالي كذلك مناصبا وزارية حيث كان وزيرا للأوقاف والشؤون الإسلامية سنة 1981 في حكومة المعطي بوعبيد ثم في حكومة كريم العمراني. عُيًن بعد ذلك مستشارا بالديوان الملكي.
في أواخر حياته، أصيب الهاشمي الفيلالي بشلل جزئي وبداء الرعاش, مما جعله يلازم بيته إلى غاية وفاته بالدار البيضاء يوم 18 يوليوز 2008، ودفن بها.